# Абкайк (нефтяное месторождение)
Абка́йк или Абкаик (араб. بقيق‎) — нефтяное месторождение в Саудовской Аравии. Месторождение открыто в 1940 году, разрабатывается с 1946 года. Геологические запасы содержали 2 млрд тонн нефти. Плотность нефти составляет 0,88 г/см³. Основной центр добычи — город Абкайк (Букайк; население — 30 тыс. жит. (2005)). Проходит нефтепровод до Сайды и Рас-Таннуры, также транспортируется по железнодорожной линии принадлежащей Организации Саудовских железных дорог. Разработку месторождения проводит компания «Saudi Aramco».
Одно из пяти месторождений страны, на которых Saudi Aramco добывает 90 % нефти (наряду с Сафания-Хафджи, Берри, Манифа, Гавар).
В 10 км к западу находится одноимённый частный аэропорт.
Добыча нефти за 2016 год составила 20 млн тонн.